# 大和町 (中野区)

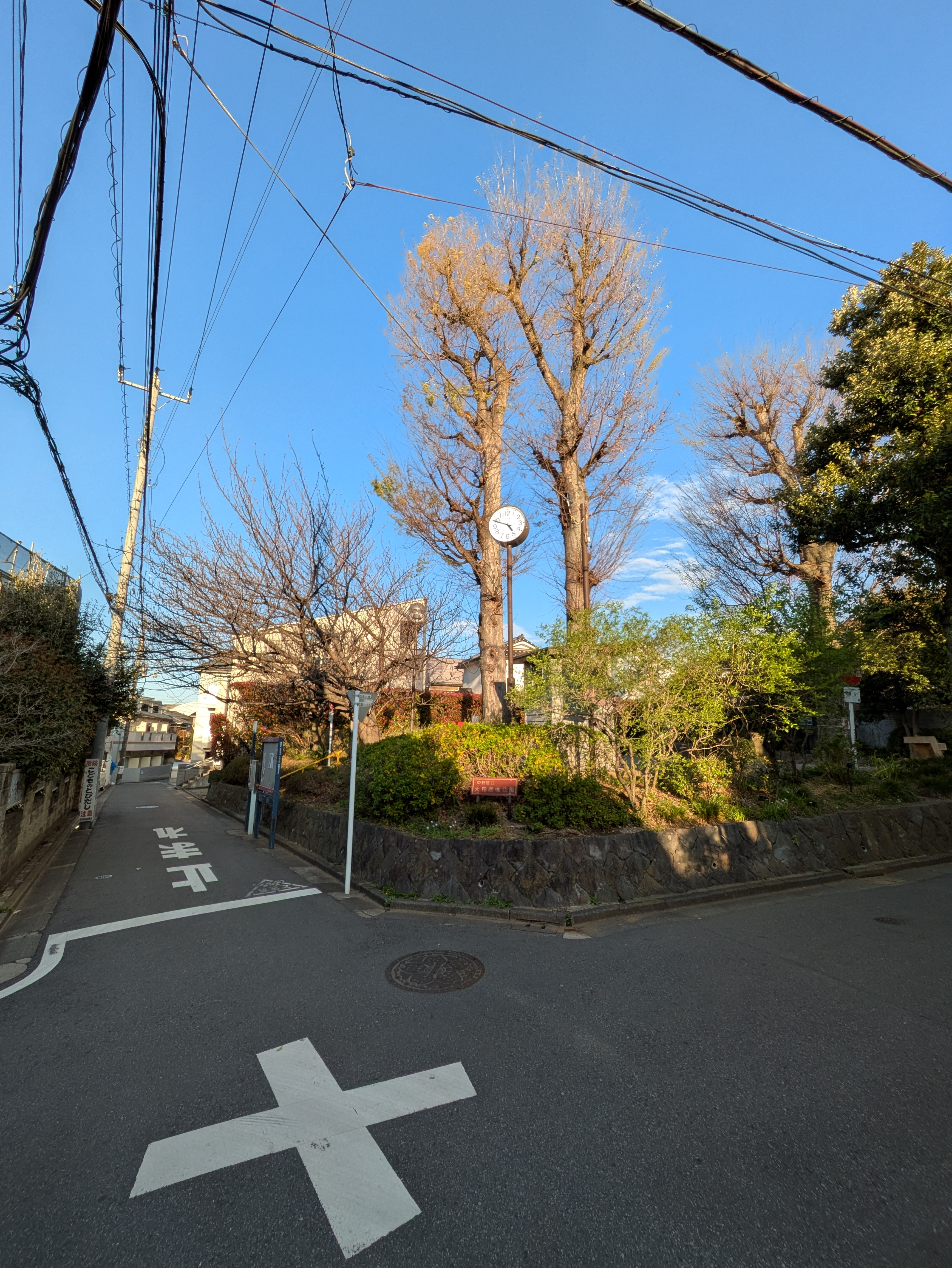
中野区立大和鹿鳴公園

大和町（やまとちょう）は、東京都中野区の町名。現行行政地名は大和町一丁目から大和町四丁目。住居表示実施済区域。

## 地理

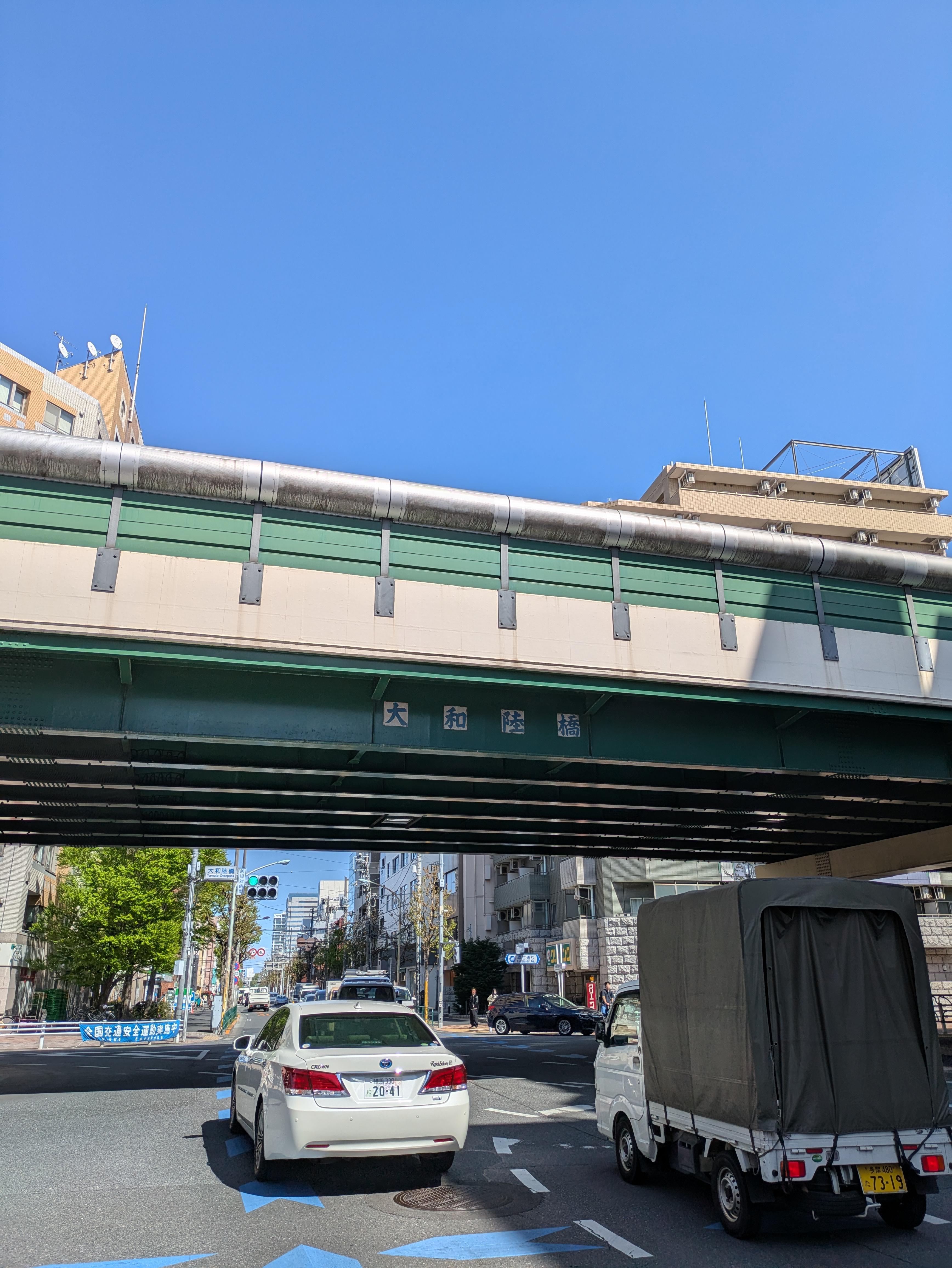
環七と早稲田通りが交差する大和町陸橋

東京都中野区の北西部に位置する。東部は環七通りが通り、これを境に中野区野方一・二丁目に接する。北部は妙正寺川を境に中野区野方五丁目・若宮に接する。西部は中野区白鷺と杉並区阿佐谷北に接している。南部は早稲田通りを境に杉並区高円寺北に接している（ただし大和町一丁目の一部が早稲田通りを越え、飛地のようになっており、そこが直接高円寺北と接している）。町域内の多くは住宅地で、かつ住宅が密集しているが、生産緑地として指定された農地も存在する。

### 地価
住宅地の地価は、2025年（令和7年）1月1日の公示地価によれば、大和町4-4-8の地点で57万7000円/m2となっている。

## 世帯数と人口
2023年（令和5年）1月1日現在（東京都発表）の世帯数と人口は以下の通りである。
| 丁目         | 世帯数     | 人口     |
| ------------ | ---------- | -------- |
| 大和町一丁目 | 3,515世帯  | 5,106人  |
| 大和町二丁目 | 1,976世帯  | 3,100人  |
| 大和町三丁目 | 2,333世帯  | 3,587人  |
| 大和町四丁目 | 2,196世帯  | 3,966人  |
| 計           | 10,020世帯 | 15,759人 |

### 人口の変遷
国勢調査による人口の推移。
| 年                 | 人口   |
| ------------------ | ------ |
| 1995年（平成7年）  | 15,323 |
| 2000年（平成12年） | 15,669 |
| 2005年（平成17年） | 15,347 |
| 2010年（平成22年） | 15,191 |
| 2015年（平成27年） | 15,630 |
| 2020年（令和2年）  | 15,954 |

### 世帯数の変遷
国勢調査による世帯数の推移。
| 年                 | 世帯数 |
| ------------------ | ------ |
| 1995年（平成7年）  | 8,256  |
| 2000年（平成12年） | 8,872  |
| 2005年（平成17年） | 8,990  |
| 2010年（平成22年） | 9,268  |
| 2015年（平成27年） | 9,566  |
| 2020年（令和2年）  | 9,749  |

## 学区
区立小・中学校に通う場合、学区は以下の通りとなる（2024年4月現在）。
| 丁目         | 番地 | 小学校             | 中学校             |
| ------------ | ---- | ------------------ | ------------------ |
| 大和町一丁目 | 全域 | 中野区立啓明小学校 | 中野区立明和中学校 |
| 大和町二丁目 | 全域 | 中野区立啓明小学校 | 中野区立明和中学校 |
| 大和町三丁目 | 全域 | 中野区立美鳩小学校 | 中野区立明和中学校 |
| 大和町四丁目 | 全域 | 中野区立美鳩小学校 | 中野区立明和中学校 |

## 交通

### 鉄道
| 隣接する街区の駅                                                                                        | バス移動等で利用可能の駅 |
| --- | --- |
| 西武新宿線 - 野方駅(SS 07) - 都立家政駅(SS 08) JR中央線 JR中央・総武線各駅停車 - 高円寺駅(JC 07)(JB 06) | JR中央線 JR中央・総武線各駅停車 東西線 - 中野駅(JC 06)(JB 07)(T 01) JR中央線 JR中央・総武線各駅停車 - 阿佐ケ谷駅(JC 08)(JB 05) |

バス利用により、新宿駅・東高円寺駅・王子駅など、広域利用も可能

### バス
- 関東バス阿佐谷営業所が周囲の路線を運行。
- 都営バス都営バス杉並支所 ｰｰｰ 環七通り経由の王78系統運行

### 道路
- 東京都道318号環状七号線（環七通り）

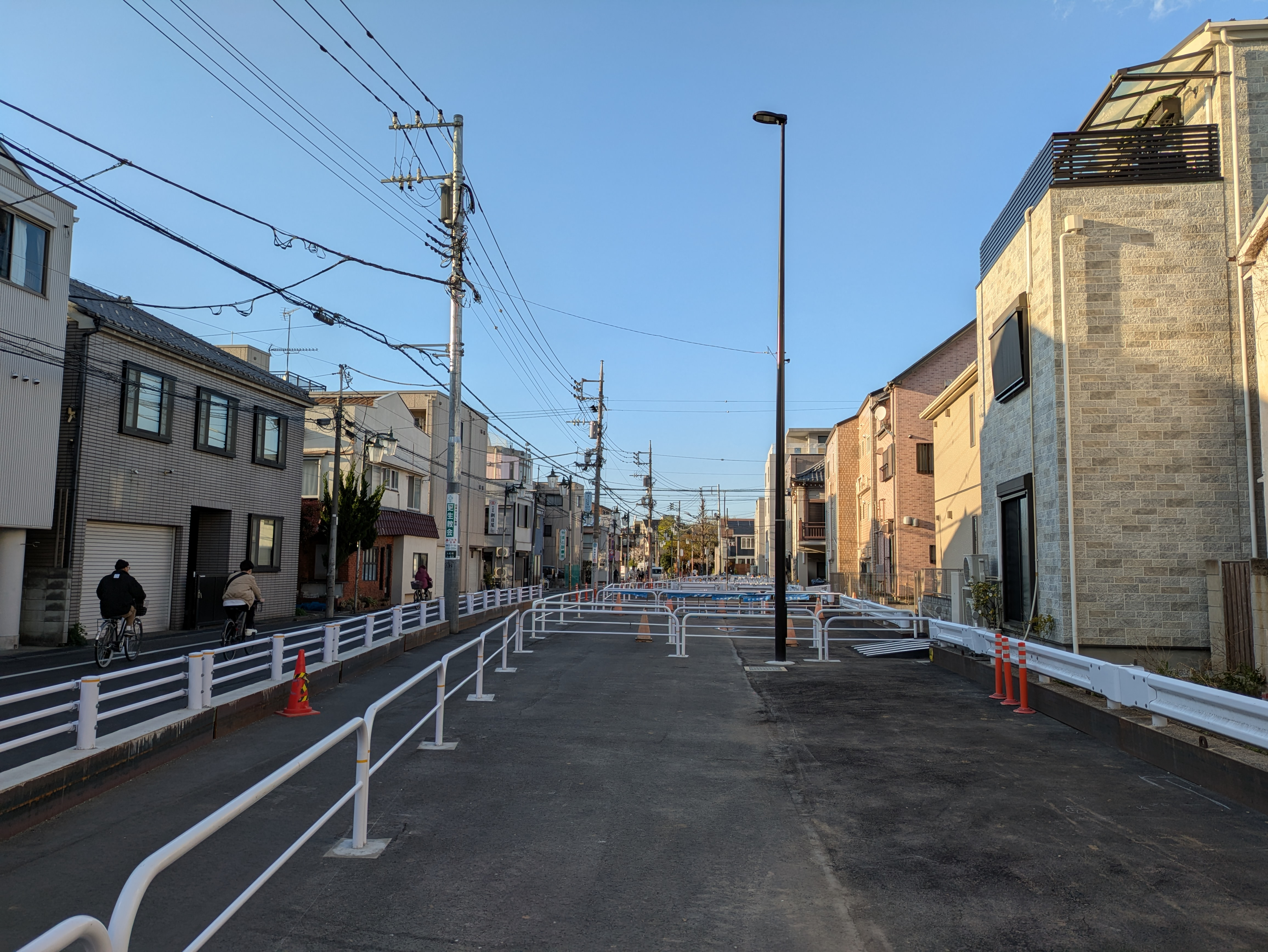
大和町中央通り（拡幅工事中）

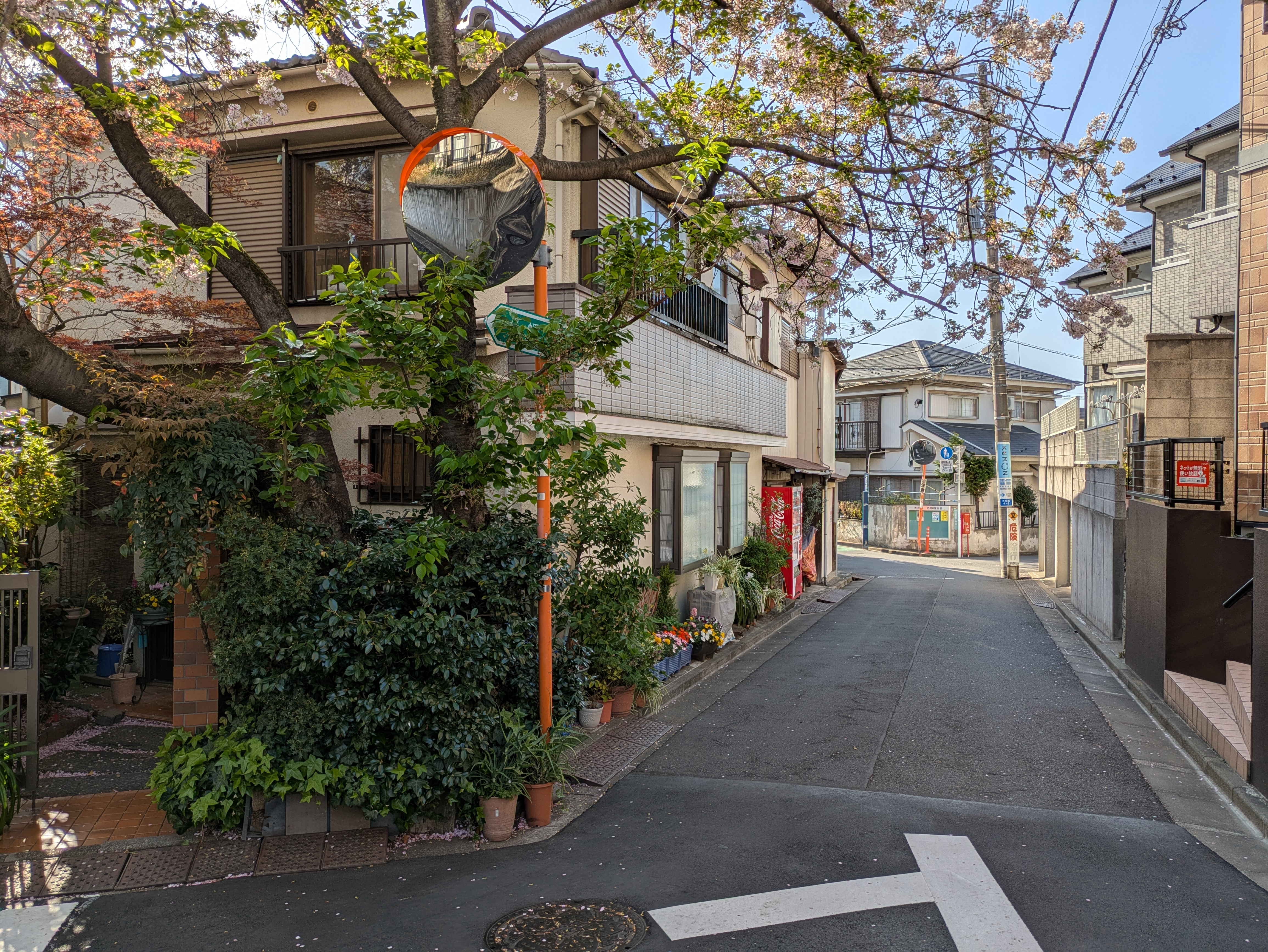
八幡通り 住宅密集地を通り狭隘

- 東京都道・埼玉県道25号飯田橋石神井新座線（早稲田通り）
- 大和町中央通り
- 八幡通り

## 事業所
2021年（令和3年）現在の経済センサス調査による事業所数と従業員数は以下の通りである。
| 丁目         | 事業所数  | 従業員数 |
| ------------ | --------- | -------- |
| 大和町一丁目 | 163事業所 | 917人    |
| 大和町二丁目 | 63事業所  | 268人    |
| 大和町三丁目 | 89事業所  | 322人    |
| 大和町四丁目 | 60事業所  | 235人    |
| 計           | 375事業所 | 1,742人  |

### 事業者数の変遷
経済センサスによる事業所数の推移。
| 年                 | 事業者数 |
| ------------------ | -------- |
| 2016年（平成28年） | 394      |
| 2021年（令和3年）  | 375      |

### 従業員数の変遷
経済センサスによる従業員数の推移。
| 年                 | 従業員数 |
| ------------------ | -------- |
| 2016年（平成28年） | 1,733    |
| 2021年（令和3年）  | 1,742    |

## 施設
- 中野区立大和区民活動センター

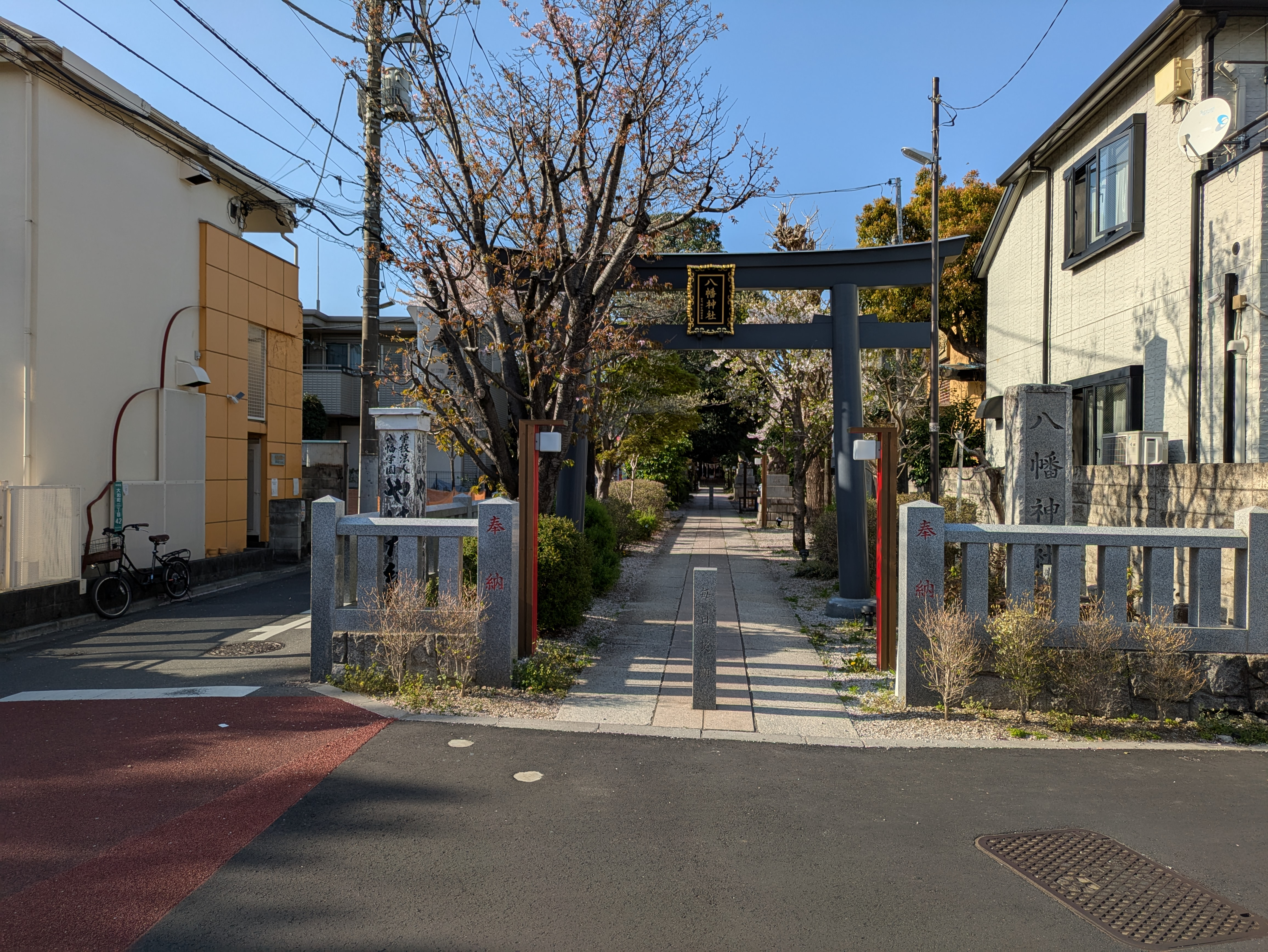
中野区大和町八幡神社

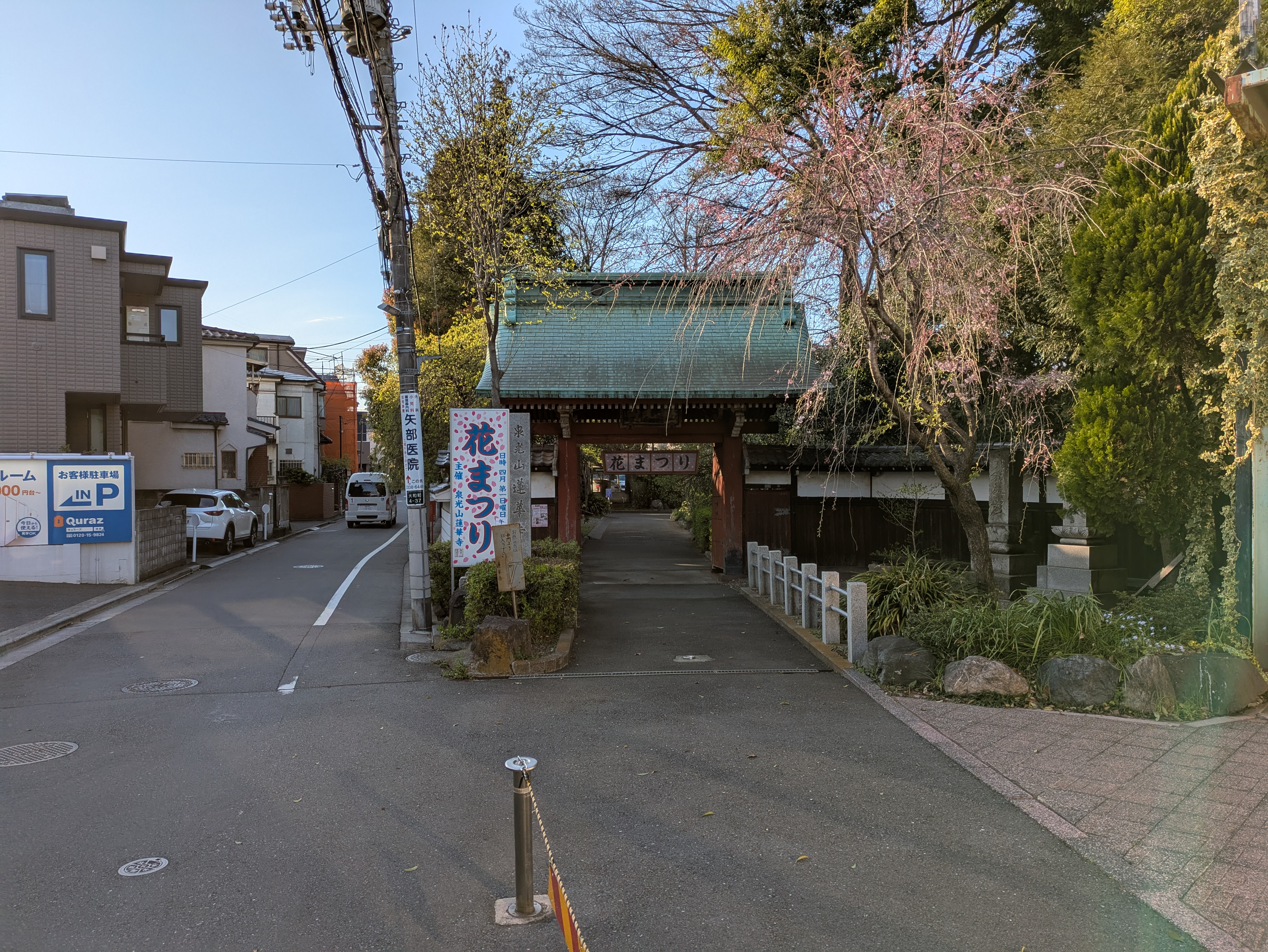
中野区大和町　蓮華寺

- 東京消防庁野方消防署大和出張所（救急隊無）
- 大和町中央商店街（旧消防署通り）--- 大和町中央通りとして整備中
- 大和町八幡神社
- 蓮華寺

## 出身・ゆかりのある人物
- 鳥海剛（宜蘭市長、花蓮港市長）
- 西村眞次（歴史学者、文学博士、早稲田大学教授）[16] - 三重県人で、住所が大和町[16]。
- 西村朝日太郎（文化人類学者、早稲田大学教授） - 西村眞次の長男[16]。

## 大和町(中野区)を題材・舞台とした作品

### 映像作品
- ほんとにあった!_呪いのビデオ 1999年

## その他

### 日本郵便
- 郵便番号 : 165-0034[3]（集配局 : 中野北郵便局[17]）。